# لي فان ترونغ (لاعب كرة قدم)
لي فان ترونغ (بالفيتنامية: Lê Văn Trường)‏ هو لاعب كرة قدم فيتنامي في مركز حراسة المرمى، ولد في 25 ديسمبر 1995 في محافظة فين فوك في فيتنام. لعب مع نادي هوانغ آنه جيا لاي.

## وصلات خارجية
- لي فان ترونغ (لاعب كرة قدم) على موقع قاعدة بيانات كرة القدم.إي يو (الإنجليزية)
- لي فان ترونغ (لاعب كرة قدم) على موقع Soccerway.com (الإنجليزية)